# Formión (destructor)
El Formión (D-220) (en griego: Φορμίων) fue un destructor clase Charles F. Adams de la Armada Griega, anteriormente perteneció a la Armada de los Estados Unidos, donde su nombre era el USS Joseph Strauss (DDG16).
El nombre Formión se le puso en honor al estratego ateniense de la Guerra del Peloponeso, Formión. En el caso de su primer nombre, fue en honor al almirante Joseph Strauss, que tuvo el mando de la Flota Asiática a comienzos del siglo XX.
El destructor fue construido en la Corporación astillera de Camden, en Nueva York (EE. UU.).

## Diseño
- Dimensiones : 134X14,3X6,1m.
- Desplazamiento : 3.370 metros.
- Promoción : Turbinas de vapor 70.000 CV, 2 hélices.
- Velocidad : 30 nudos.
- Armadura : Arpón K/B E/E, K/B E/A SM Mk I, 2 cañones de 5 pulgadas/34, lanzador ASROC T/L, 2 lanzadores de contramedidas triples T/L Mk 32 HN y dispositivo de contramedidas tipo Fanfare T/L. También cuenta con equipos similares aquí dispositivos P/E.
- Multitud : 340 personas.

## Historial

### Carrera estadounidense
Fue botado el 9 de diciembre de 1961. Comisionado el 15 de diciembre de 1962 en Estados Unidos. Fue hecho en el Astillero Naval de Filadelfia, por lo que su ruta inicial le llevó a Puerto Rico y Willemstad (Curazao) en el Caribe, antes de atravesar el Canal de Panamá para unirse a la Flota del Pacífico.
Fue designado buque líder del 3er escuadrón de destructores y estuvo destinado a patrullajes de la costa vietnamita durante la guerra de Vietnam. También en esos años realizó ejercicios conjuntos con buques de la Real Armada Tailandesa. 
En el golfo de Tonkin tras la ayuda en Hong Kong, el Joseph Strauss fue el buque de control de una misión de 2 F4B Panthoms que partieron del portaaviones Midway el 17 de junio de 1965 y consiguieron derribar 2 MiG-17, unos aviones que se habían convertido en el terror de la aviación estadounidense desde el derribo de un C-130 en 1958. Tras este suceso, el destructor arribo a Hong Kong para ponerse en dique seco y evitar el impacto de una tormenta tropical que afectó todas las costas de la región.
El Joseph Strauss se mantuvo en la zona de guerra hasta la primera quincena de junio de 1965, cuando fue ordenado regresar a PEarl Harbor para después recibir órdenes de patrullar la región de Hawái, destino en el que le llegaría la noticia del fin de la guerra en Vietnam.

#### Operación Mantis Religiosa
El 18 de abril de 1988, Estados Unidos lanzó la Operación Mantis Religiosa (en inglés: Operation Praying Mantis) que era un ataque en las aguas territoriales iraníes para evitar la siembra de minas marinas en el golfo persico en el final de la guerra Irán-Iraq que 4 días antes habían hundido al destructor Samuel B. Roberts.
Durante el enfrentamiento con la flota iraní, el Joseph Strauss se enzarzó con la fragata iraní Sahand, a la que hundió tras impactarle dos bombas de racimo Rockeye y un misil Harpoon  RGM-84.

#### Reserva
El Joseph Strauss fue puesto en reserva de la Armada el 1 de febrero de 1990. Más tarde se decidió transferirlo a la Armada Griega.

### Carrera griega
Se unió a la Armada Griega en 1992. Su izado de la bandera helénica fue el 1 de octubre de 1992 en una ceremonia en San Diego, California (EE. UU.).
Como parte de la Armada Griega, participó en la Operación Esfuerzo Activo de la OTAN en el Mediterráneo.
Fue retirado del servicio el 17 de junio de 2002.